# Bad (India)
Bad è una suddivisione dell'India, classificata come census town, di 14.690 abitanti, situata nel distretto di Mathura, nello stato federato dell'Uttar Pradesh. In base al numero di abitanti la città rientra nella classe IV (da 10.000 a 19.999 persone).

## Geografia fisica
La città è situata a 27° 25' 04 N e 77° 41' 08 E.

## Società

### Evoluzione demografica
Al censimento del 2001 la popolazione di Bad assommava a 14.690 persone, delle quali 7.806 maschi e 6.884 femmine. I bambini di età inferiore o uguale ai sei anni assommavano a 1.871, dei quali 1.009 maschi e 862 femmine. Infine, coloro che erano in grado di saper almeno leggere e scrivere erano 11.143, dei quali 6.389 maschi e 4.754 femmine.